# Karl Heinz Kramberg
Karl Heinz Kramberg (* 15. Februar 1923 in Dortmund; † 18. Januar 2007 in München) war ein deutscher Schriftsteller und Journalist.

## Werdegang
Kramberg war fast fünfzig Jahre Redakteur der Süddeutschen Zeitung. Eine seiner ersten Besprechungen war Sartres Roman Der Ekel. 1989 veröffentlichte Kramberg einen Sammelband mit Rezensionen aus 40 Jahren. Seine neben dem Journalismus wichtigste editorische Leistung war die Herausgabe der Schriften des Marquis de Sade.
1969 war Kramberg Herausgeber des Sammelbandes 34 mal verbotene Liebe, in dem Sexszenen aus 34 Werken der Weltliteratur veröffentlicht wurden. Das Buch erschien im Pardon-Verlag Bärmeier & Nikel und wurde in nahezu allen Zeitungen und Zeitschriften rezensiert. Im Jahr darauf gab Kramberg im gleichen Verlag das Buch Vorletzte Worte heraus. In diesem Werk schrieben über 40 damals noch lebende Autoren ihren eigenen Nachruf. Beide Bücher erschienen später in höherer Auflage als Taschenbuch.

## Veröffentlichungen
- Der Clown. Marginalien zur Narretei. München: Rinn 1958
- Der Lügenspiegel. Ergötzliche Betrachtungen über das Köstliche und Angenehme, aber zugleich auch das Fragwürdige der Lüge und ihre faktische Unentbehrlichkeit im täglichen Leben. Essay. Zürich: Classen 1961
- Lieber in Lappland. Der Winter auf der Fuchshalbinsel. München: Biederstein 1972, 1973; München: Werzinger 1983
- Werters Freuden. Die Erziehung eines Epikureers. München, Zürich: Piper 1975
- Vorbemerkung zu: Oswald Wiener: Josefine Mutzenbacher. Die Lebensgeschichte einer wienerischen Dirne von ihr selbst erzählt. Rogner & Bernhard, Stuttgart und München o. J.
- Geständnisse eines Lesers [Rezensionen aus 40 Jahren]. Bonn: Latka 1989.

## Auszeichnungen
- 1989 Ernst-Hoferichter-Preis
- 1993 Friedrich-Märker-Preis für Essayisten